# None (Tageszeit)
Die None oder auch die Non, von lateinisch nona hora (neunte Stunde), ist die neunte Stunde des lichten Tages, ursprünglich von 6 Uhr an gerechnet, später nach kirchlicher Tageseinteilung von der Frühmette gegen 3 Uhr an. Sie entspricht 15 beziehungsweise 12 Uhr heutiger Tageseinteilung (dies gilt jedoch nur, wenn die Uhrzeit der Sonnenzeit entspricht, also bei Tagundnachtgleiche in Normalzeit sowie am richtigen Längengrad, bei MEZ ist das der 15., siehe Temporale Stunde). Von der Tageszeit übertrug sich die Bezeichnung auf das zugehörige Stundengebet, siehe Non.
Von der lateinischen Bezeichnung leitet sich das englische Wort noon (Mittagszeit)
her, bekannt durch den Westernfilm High Noon.
Die Nonen – nur im Plural gebraucht – sind auch bestimmte Tage im römischen Kalender.